# Lieke te Winkel
Lieke te Winkel (1980) is een Nederlands violiste, eerste concertmeester bij het Tonkünstler-Orchester Niederösterreich en leidt een vioolklas aan de Universität für Musik und darstellende Kunst in Wenen.
Te Winkel had acht jaar les van Kees Koelmans in de jeugdklas van het Zwols Conservatorium. In die tijd won ze het Prinses Christina Concours in 1995, het internationale Locatelli Concours in 1997 en het Nationaal Vioolconcours Oskar Back in 1999. Door de beurs die ze met het winnen van het Oskar Back Concours kreeg, heeft Te Winkel van 1999 tot 2002 in Freiburg kunnen studeren bij Rainer Kussmaul. Daarna studeerde ze verder bij Gerhard Schulz in Wenen en bij Vesko Eschkenazy in Amsterdam. Ze ontving stipendia van de Alban Berg Stiftung, de Feiling-Stiftung, het Karajan-Centrum en de Zwitserse Stiftung Dr. Robert und Lina Thyll-Dürr. Te Winkel volgde verder masterclasses bij onder andere Thomas Zehetmair en György Kurtág.
Als solist speelde Te Winkel onder dirigenten als Lawrence Renes, Johannes Leertouwer, Shlomo Mintz, Thomas Hengelbrock, Daniele Callegari, Nicholas Milton en Dmitri Sitkovetsky. Ook is ze actief in de kamermuziek en speelt zij regelmatig met het Klangforum Wien. Te Winkel is sinds oktober 2007 concertmeester bij het Tonkünstler-Orchester Niederösterreich. Vanaf oktober 2011 leidt zij daarnaast een vioolklas aan de Universität für Musik und darstellende Kunst in Wenen.